# Les Autres Gens
Les Autres Gens est une bédénovela (néologisme, issu de BD et Telenovela) en ligne créée par Thomas Cadène et publiée quotidiennement du lundi au vendredi, entre le 1er mars 2010 et juin 2012. Le scénario est rédigé par Thomas Cadène et parfois de Wandrille Leroy ou Joseph Safieddine, tandis que les dessins sont réalisés par plus de 100 dessinateurs différents.

## Synopsis
Jeune étudiante en droit de vingt-deux ans, Mathilde Islematy gagne trente millions d'euros à l'Euro Millions en donnant trois numéros à un inconnu reconnaissant. Elle le cache d'abord à son entourage, quitte l'université et ses parents. Tout en profitant des avantages de sa fortune nouvelle, elle semble chercher vers quel horizon pointer sa vie chamboulée par le hasard…

## Le concept
Thomas Cadène a souhaité relancer le principe feuilleton tel qu'on le connaissait par exemple dans la presse du XIXe siècle grâce à la technologie d'internet,. Chaque nouvel épisode, dessiné par un dessinateur différent, explore un caractère particulier des héros.

## Édition
Libre d'accès au cours du premier mois (mars 2010), ce feuilleton était consultable contre un abonnement de 2,79 € par mois (15 € pour 6 mois ou 29 € l’année). Lancé sans éditeur, ce soap opera dessiné n’avait pas de fin programmée. Les auteurs étaient rémunérés au prorata du nombre de lecteurs.
Depuis avril 2011, les éditions Dupuis publient, avec une année de retard sur la publication Web, Les Autres Gens en version papier. Chaque volume correspond à 1 mois de publication web, à partir de juin 2012 les volumes sont doubles.
Début mars 2012, au second anniversaire de la série, le créateur et principal scénariste Thomas Cadène annonce la fin des Autres Gens pour juin 2012, se disant « fatigué mais heureux, fier du bébé, fier d’avoir réussi, fier d’avoir bossé avec des dessinateurs et des scénaristes extraordinaires, fier de nos lecteurs, je tourne la page parce qu’elle est belle. »
Durant l'été 2013 un spin-off de la série, intitulé Romain et Augustin, un mariage pour tous, est proposé gratuitement sur le site du Nouvel Observateur. Il est scénarisé par Thomas Cadène et dessiné par Didier Garguilo, avec des intermèdes les mercredis dessinés par Joseph Falzon.

## Personnages principaux

### Famille Islematy
- Mathilde, l'héroïne principale. Étudiante en droit, les trois numéros de loto qu'elle conseille à un inconnu vont changer le cours de sa vie.

- Romain, frère de Mathilde, il vit avec Kader Gouffret. Leur goût pour l'UMP perturbe ses relations avec son père, gauchiste avéré. Récemment licencié, il doit trouver comment rebondir.

- Henri et Irène, les parents de Mathilde et Romain, lui se remet d'un problème de santé, elle est enseignante en lycée.

- Dimitri, le cousin, barman au Barracuda.

### Amis de Mathilde
- Camille Meyer, la meilleure amie de Mathilde, même si leur complicité semble souffrir de jalousie.

- Emmanuel Viriat, dit Manu, le meilleur ami qui se voudrait plus amant que confident. Heureusement sa voisine Hélène et son amant John sont là pour révéler sa libido.

- Arnaud de Stens, fils de bonne famille, il brille davantage par son charisme et ses conquêtes que par ses études.

- Stéphane Vaubert, agent immobilier, il déplore de n'être que le sex-boy de Mathilde. Son passé obscur est la source de tensions.

### Famille Offman
- Hippolyte, issu d'une grande et riche famille, il joue pourtant au loto et sera la rencontre du hasard par qui la fortune arrive à Mathilde.

- Faustine Suarez-Offman, sa jeune épouse.

- Louis Offman, marié à Yukiko Offman, frère d'Hippolyte.

## Auteurs (saison 1)

### Dessinateurs
(Entre parenthèses sont signalés les épisodes réalisés)
| - Adrien Villesange (87) - Agnès Maupré (181, 239) - AK alias Adrien Ménielle (résumés des mois de juin et juillet 2010) - Alexandre Franc (6, 22, 26, 40, 55, 88, Cereals & Cigarettes, 150, 161) - Aseyn (3, 11, 19, 33, 53, 70, 178, 248, 279) - Aurélie Grand (216, 228, 314) - Bandini (4, 9, 16, 29, 51) - Bannister (168) - Bastien Vivès (1, 10, 20, 34, 58, 101) - Benjamin Bachelier (75, 86, 139, 151, semaine Walk Don't Walk, 247, 281, 296, 308) - Blessy (314) - Boulet (prologue de la série et résumé du mois d'août 2010) - Brüno (321) - Capucine (194, 218) - Cati Baur (76) - Cédric Kernel (169) - Chloé Cruchaudet (25, 54) - Christophe (166) - Christophe Gaultier (119) - Christophe Marchetti (166, 199, 221, 230) - Clotka (5, 14, 32, 38, 56, 67, 278, 292) - Didier Garguilo (65, 105, 173, 280) - Erwann Surcouf (13, 24, 45, 67, 80, 130, 175, 190, 207, 229, 242, 266, 318) - Florent Grouazel (136, 147, 152, 220, 231, 234, 245, 256, 263, 271, 277, 286, 301, 326) - François Ravard (89, 120) - Frans-Alexandre Torreele (291) - Gilles Aris (64) - Glen Chapron (148) - Jean-Marc Rochette (204) - Jérôme d'Aviau (116, 133, 174, 257, 284, 304, 309, 323, 328) - JM Ken Niimura (Lilian Thuram n'y changera rien) - Joël Alessandra (47, 84, 129, 290, 312) - Joseph Falzon (167, 176, 189, 255, 275, 316, 325) - Jules Stromboni (79, 94) - Julien Castanié (63, 95, 131) - Julien Dufour (57, 78) - Karim Friha (137) - Loïc Sécheresse (59, 92, 117, 154, 171, 295, 302, 319, 329) | - Lommsek (résumé du mois de novembre, Noël 1991 : Mathilde) - Manu XYZ (18, 41, 68, 104, 138, 185, 298, 324) - Manuele Fior (44) - Margot Scesa (36, 49, 73, 102, 172, 186, 274, 289, 311) - Marguerite Sauvage (126) - Marie Caulliez (135, 177, 249) - Marion Montaigne (résumés des deux premiers mois et du mois d'octobre 2010) - Maud Begon (287, 303, 310, 320, 330) - Natacha Sicaud (191) - Nathalie Ferlut (77, 124) - Nicolas Némiri (60, 125) - Nicolas Wild (62, 164) - Noël Rasendrason (résumé du mois de mai 2011) - Obion (155) - Olivier Martin (121) - Pasto (74, 103, 299) - Philippe Scoffoni (23, 39, 66, 118) - Pierre Maurel (246, 276) - Pimpant (127) - Pochep Politburo (141, Noël 1980 : Henri) - Princesse Cam Cam (43, 72, 170, 317) - Raphaël B (134) - Renart (123) - Rica (157) - Rodguen (92) - Sacha Goerg (81, 5 épisodes JETLAG, 132, 160, 163, 188, 222, 227, 237, 262, 307) - Sébastien Vassant (17, 31, 48, 83, 122, 128, 159, 187, 196, 210, 305, 322) - Singeon (8, 149, 165, 206, 235, 250, 268, 282, 288, 313, 327) - Tanxxx (12, 27, 52, 69, 158) - Terreur Graphique (résumé du mois de mai 2010) - The Black Frog (21, 30) - Thibault Balahy (90) - Thomas Allart (35) - Thomas Cadène (46, 179) - Thomas Gilbert (243) - Thomas Gosselin (82, 297) - Vincent Sorel (2, 7, 15, 28, 37, 42, 50, 61, 71, 85, 91, Cereals & Cigarettes, 156, 162, 184, 198, 205, 217, 259, 294, 306, 315) |

### Scénaristes
- Kris (Lilian Thuram n'y changera rien)
- Stéphane Melchior-Durand (scénariste de la semaine Walk Don't Walk)
- Thomas Cadène
- Wandrille Leroy
- Joseph Safieddine

## Auteurs (saison 2)

### Dessinateurs
| - AK (résumé octobre) - Alexandre Clérisse (89) - Antonio Lapone (14) - Aseyn (2) - Aurélie Grand (29, 88, 120) - Bastien Vivès (21) - Benjamin Bachelier (1, 30, 57) - Benoît Feroumont (79) - Cédric Kernel (24) - Darshan Fernando (45) - Didier Garguilo (8, 25, 100, 117, 123) - Emmanuel Prost (39) - Erwann Surcouf (6, 28, 58, 67, 83, 98, 127) - Ewen Blain (12, 132) - Fabien Tê (38, 59) - Frans-Alexandre Torreele (19) - Hervé Bourhis (121) - James (résumé septembre) - Jérôme d'Aviau (5, 11, 15, 32, 36) - Joseph Falzon (44) | - Julien Castanié (125) - Julien Dufour (13, 23, 62, 101) - Loïc Guyon (10, 16, 43) - Loïc Sécheresse (27) - Lommsek (54, résumé novembre, 70) - Margot Scesa (40) - Natacha Sicaud (128) - Philippe Scoffoni (35) - Pierre Bailly (42) - Pochep Politburo (LAG Magazine) - Princesse Cam Cam (129) - Robin (7) - Romain Ronzeau (18, 74, 119) - Sébastien Vassant (9, 17, 37, 60, 71, 76, 94, 104, 111, 122, 126, 131) - Singeon (4) - Sacha Goerg (3, 26, 41) - Thomas Mathieu (90, 99, 118, 124) - Thibaut Rassat (22) - Vincent Lévêque (152, 190) - Vincent Sorel (46, 96) - Wouzit (20, 34, 130) |

### Scénaristes
- Thomas Cadène
- Wandrille Leroy
- Joseph Safieddine
- Marie-Avril Haïm

## Publications
Les Autres Gens, éditions Dupuis
- #01 - couverture de Aseyn (Mathilde), avril 2011  (ISBN 978-2-8001-5146-5)
- #02 - couverture de Manuele Fior (Arnaud), mai 2011  (ISBN 978-2-8001-5147-2)
- #03 - couverture de Chloé Cruchaudet (Camille), août 2011  (ISBN 978-2-8001-5148-9)
- #04 - couverture de Jules Stromboni (Emmanuel), octobre 2011  (ISBN 978-2-8001-5149-6)
- #05 - couverture de Sacha Goerg (Hélène), mars 2012  (ISBN 978-2-8001-5150-2)
- #06/#07 - couverture de Jérôme d'Aviau (Louis), juin 2012  (ISBN 978-2-8001-5151-9)
- #08/#09 - couverture d'Alexandre Franc (Léa), novembre 2012  (ISBN 978-2-8001-5535-7)
- #10/#11 - couverture d'Erwann Surcouf (Henri), mars 2013  (ISBN 978-2-8001-5688-0)
- #12/#13 - couverture de Loïc Sécheresse (Yukiko), août 2013  (ISBN 978-2-8001-5689-7)
- #14/#15 - couverture de Didier Garguilo (John), mars 2014  (ISBN 978-2-8001-5759-7)
- #16/#17/#18 - couverture de Pochep Politburo (Henri, Mathilde, Camille, Emmanuel), septembre 2014  (ISBN 978-2-8001-5842-6)